# جورج دبليو. هاو
جورج دبليو. هاو (بالإنجليزية: George W. Howe)‏ هو عالم نفس أمريكي، ولد في القرن العشرين.